# Apamea subcostalis
Apamea subcostalis là một loài bướm đêm trong họ Noctuidae.